# Camarde
Ne doit pas être confondu avec La Mort.

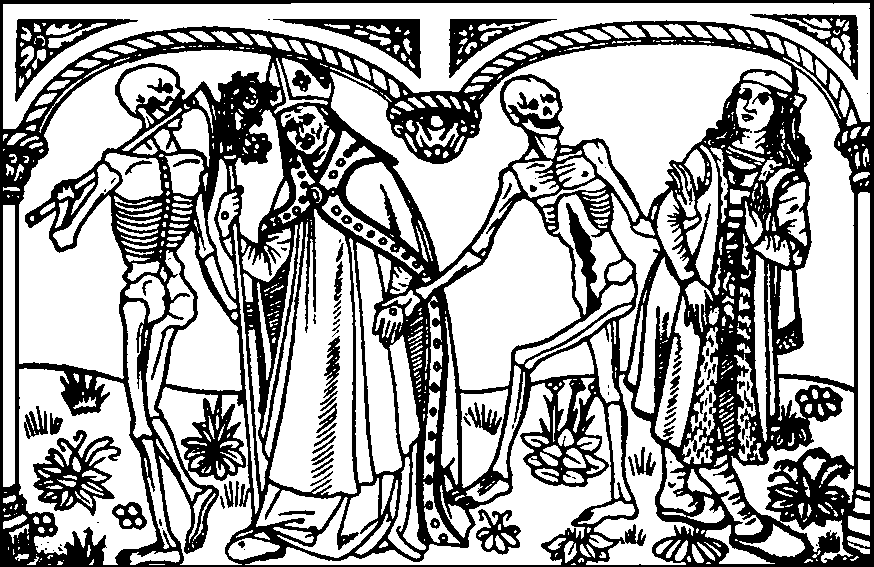
Danse macabre de Guyot Marchant, 1486.

La Camarde est une figure allégorique et anthropomorphique de la Mort représentée généralement sous les traits d'un squelette ou d'un cadavre décharné. Elle est à distinguer de la figure folklorique singulière de la « Grande Faucheuse » ou « Faucheuse ».
Son nom est issu de l'adjectif camard, tiré de l'occitan, qui signifie : « qui a le nez plat ». Cela fait allusion à l'absence de nez dans un crâne une fois décomposé.

## Dans la culture populaire
La Camarde est notamment citée dans les œuvres suivantes :

### Littérature, poésie et théâtre
« – Croireriez-vous, mon chérubin, dit la Cibot au malade en le voyant inquiet, que, dans mon agonie, car j'ai vu la camarde de bien près !… ce qui me tourmentait le plus, c'était de vous laisser seuls, livrés à vous-mêmes. »

— Honoré de Balzac, Le Cousin Pons, chapitre XLI : « Où le nœud se resserre », 1847.
- La Camarde est dépeinte dans les poèmes Danse macabre et Le Squelette laboureur de la section « Tableaux parisiens » des Fleurs du mal (éditions postérieures à 1861) de Charles Baudelaire.
- « La Camarde mise à la raison » dans Les Chansons joyeuses (1874) de Maurice Bouchor[2].
- Dans La Dame à la faulx (1895) de Saint-Pol-Roux.
- Dans le monologue de fin du dernier acte de Cyrano de Bergerac (1897) d'Edmond Rostand[3].
- Dans Derniers entrechats de la Camarde  (2018) de Guy Poitry, illustré par Albertine Zullo.
- Dans Journal d’un amour perdu (2019) de Éric-Emmanuel Schmitt, … subsistait un petit garçon qui pensait sa mère tellement belle, guérisseuse, puissante qu’elle triompherait aussi de la camarde.
- Dans le Courrier du tsar (2020) d'Arnaud Fontaine, la Camarde poursuit un jeune officier russe qui cherche à lui échapper[4].
- Dans le roman Ton absence n’est que ténèbres (2022), Jón Kalman Stefánsson propose en fin d’ouvrage une « compilation de la camarde » qui reprend les différents titres musicaux évoqués tout au long du roman.
- Dans le tome 2 de la série Lancedragon "Dragons d'une nuit d'hiver" (1985) de Margaret Weis et Tracy Hickman (page 120). "La main refermée sur l'anneau d'or de Laurana, il attendit la camarde".

### Chansons
- Dans la chanson L'océan (1911) d'Adolphe Bérard : « L'océan n'a plus de garde car dans l'obscurité c'est la folle camarde qui vient de l'emporter ».
- Dans la chanson Nuit de garde à l'Yser (1914-1918) d'Ernest Genval, chantée sous le titre La Garde de nuit à l'Yser par Damia (1933).
- Dans la chanson J'ai l'cafard (1927) chantée par Fréhel, paroles de Louis Despax, puis chantée par Damia (1930).
- Dans la chanson Sous la blafarde (1927) chantée par Fréhel.
- Dans la chanson La Camarde (1959) de Jean-Pierre Ferland.
- Dans les chansons de Georges Brassens La ballade des cimetières (1961), Supplique pour être enterré à la plage de Sète (1966) et Mourir pour des idées (1972) :

« Car, enfin, la Camarde / Est assez vigilante / Elle n'a pas besoin qu'on lui tienne la faux / Plus de danse macabre / Autour des échafauds »

— extrait de la chanson Mourir pour des idées de Georges Brassens.
- Dans les chansons Franco la Muerte (1964) et Christie (1982) de Léo Ferré.
- Dans la chanson  Le Môme éternel de Jean-Louis Murat, issue de l'album Dolorès (1996).
- Dans la chanson Pas d'ma faute de Marie Cherrier, issue de l'album "Alors quoi ?" (2007).
- Dans la chanson Chamade du groupe Eiffel, issue de l'album Foule monstre (2012).
- Dans la chanson Le monde est fou de Jacques Higelin, issue de l'album Higelin 75 (2016).
- Dans la chanson La diagonale du vide de Charly Fiasco, issue de l'album Chronique d'un temps détourné (2016).
- Dans la chanson La Camarde (Ami lève ton verre) du groupe auvergnat Wazoo (2018).